# Pallas (żona Heroda Wielkiego)
Pallas (I wiek p.n.e.) - żona Heroda Wielkiego.
Jej pochodzenie nie jest znane. Nosiła imię popularne wśród Arkadyjczyków, stąd dopuszcza się możliwość, że pochodziła z Peloponezu. Istnieje przypuszczenie, że Herod Wielki przywiózł Pallas oraz dwie inne żony: Elpis i Fedrę z podróży do Rzymu i Grecji, którą odbył w 17/16 p.n.e. Z drugiej strony nie wyklucza się, że Pallas mogła pochodzić ze zhellenizowanej rodziny idumejskiej lub fenickiej.
Z małżeństwa Pallas i Heroda Wielkiego pochodził syn Fazael III, urodzony około 15 p.n.e.